# لآخر العمر (مسلسل)
لآخر العمر مسلسل تلفزيوني درامي سوري أُنتج وعُرض في سنة 2023 خلال شهر رمضان، من إخراج إياد نحاس وتأليف عمر أبو سعدة، ومن بطولة رانيا يوسف، باسم ياخور، خالد القيش، نادين تحسين بيك، ديما بياعة، وغيرهم.

## قصة المسلسل
تدور أحداث المسلسل حول الدكتورة سلمى هاجرت إلى دمشق بعد عدة سنوات على اختفاء طليقها وتتزوج من وليد وتعيش مع خالتها وأختها وابن عمه لكن بعد وفاة والده.

## طاقم العمل
- رانيا يوسف
- باسم ياخور
- خالد القيش
- ندين تحسين بك
- ديما بياعة
- حلا رجب
- جوان الخضر
- علاء الزعبي
- روبين عيسى
- محمد حداقي
- منى واصف
- حسن عويتي
- عبد الهادي الصباغ
- ضحى الدبس
- سحر فوزي
- طلال مارديني
- آية طيبا
- دوجانا عيسى
- جمال العلي
- أمل عرفة (ضيفة شرف الحلقة 30 ما قبل الأخيرة)